# ایفارانتسا
ایفارانتسا (به لاتین: Ifarantsa) یک منطقهٔ مسکونی در ماداگاسکار است که در توآلانارو واقع شده‌است. ایفارانتسا ۱۰٬۰۰۰ نفر جمعیت دارد و ۲۱ متر بالاتر از سطح دریا واقع شده‌است.